# Chondrostoma orientale
Chondrostoma orientale är en fiskart som beskrevs av Pier Giorgio Bianco och Banarescu 1982. Chondrostoma orientale ingår i släktet Chondrostoma och familjen karpfiskar. Inga underarter finns listade i Catalogue of Life.